# Saint-George (Vaud)
Pour les articles homonymes, voir Saint-Georges.
Saint-George est une commune suisse du canton de Vaud, située dans le district de Nyon.

Photo aérienne (1964).

## Toponyme
Ce nom de lieu est attesté dès 1153 : ecclesias ... sancti georgii de essartinis. -- 1211, Bertandus .. prior sancti Georgii.
Il renvoie à saint Georges, prince de Cappadoce, martyrisé à Lydda, près de Tel Aviv, en 303, sous l'empereur romain Dioclétien. Son culte est attesté depuis 368. Selon la légende, il aurait libéré une ville ou une princesse en combattant un dragon, ce qui explique que cet animal fabuleux lui soit souvent associé.

## Héraldique
De gueules au saint Georges d'or terrassant un dragon de sable.
En 1822, l'auberge communale affichait déjà un cavalier sur son enseigne. Après la guerre de 1914-1918, la commune offre à ses ressortissants mobilisés une médaille illustrant le saint légendaire et en 1923, le motif de cette médaille est repris pour les armoiries communales alors créées, avec les couleurs d'Aubonne, à l'époque chef-lieu du district.

## Population

### Gentilé
Les habitants de la commune se nomment les Saint-Georgeais,.

## Patrimoine bâti
L'église, attestée dès 1153, a été à diverses reprises reconstruite. Elle a gardé un intéressant chœur médiéval, de style romano-gothique, tandis que la nef, transformée en 1762, a été augmentée en 1877 d'un massif occidental néogothique avec clocher. Les millésimes 1762-1877 sont gravés sur la porte d'entrée. L'édifice a été restauré en 1958, et l'on y a posé, la même année, d'un vitrail de Casimir Reymond.      
La commune compte sur son territoire un ancien moulin à eau qui alimentait une scierie hydraulique ; le bâtiment, inscrit comme bien culturel suisse d'importance nationale, est aujourd'hui aménagé en musée du travail du bois.
La commune a connu aussi des activités de charbonniers, de chaufourniers, et même de verriers entre 1698 et 1740. Plusieurs micro-musées au lieu-dit La Côte-Malherbe explicitent cet artisanat. Un four à chaux, construit en 1857 et abandonné après 1942, a été restauré vers la fin du XXe siècle et l'on y a procédé à des fournées festives en 1991 et 2003.

## Sports
- Ski alpin[11] - 2 pistes existent, une piste bleue et une piste rouge. En 2010, un article du 24heures a déclaré que St-George était le paradis du ski pour les petits.
- Ski nordique[12] - plusieurs types de piste existent. Elles se situent en direction du Marchairuz au Centre-Nordique et en direction de Nyon entre la sortie de St-George et Longirod. Le Centre-Nordique dispose également d'une piste éclairée ouverte plusieurs soirs par semaine.

## Transports
- Départ sud-ouest de la route du col du Marchairuz.
- Il existe plusieurs arrêts de bus à Saint-George, ces arrêts sont desservis par les Car Postaux.